# 愛德華·康登
愛德華·康登（英語：Edward Condon；1902年3月2日—1974年3月26日）全名愛德華·烏勒·康登，是個美國的核物理學家。在量子力學的先驅，於二戰期間參予發展核武器和雷達。

## 早期生活及職業生涯
他在1902年3月2日出生在位於新墨西哥州的阿拉莫戈多，他父親的工作是監督一條窄軌鐵路興建的過程。康登是貴格會教徒，並自稱是「自由主義者」。
自從他在1918年從加利福尼亞的奧克蘭的高中畢業後，他在Oakland Inquirer當了三年的記者和其他論文。然後他加入了美國加州大學伯克利分校，在三年內贏得他的學士學位，在兩年內則拿到了博士學位。他曾在哥廷根和慕尼黑就讀，然後在公共關係工作在貝爾電話實驗室。他哥倫比亞大學簡單的教學。除了有一年他是在明尼蘇達大學任教之外，在1928年至1937間，他是普林斯頓的物理學副教授。隨著菲利普莫爾斯米，他在1929寫了量子力學，這是第一份針對這個課題的英文文件。
隨著G.H.索特利，他又寫了原子光譜理論，這個課題在這時也出現在1935年版本的聖經。從1937開始，他在匹茲堡的西屋電氣公司擔任負責研究的副主任，建立了核物理、固體物理，和質譜分析的研究方案。然後，他所領導的公司研究有關微波雷達的發展。他還曾在原子彈設備上使用分離鈾。在二戰期間，他曾擔任國防研究委員會的顧問，幫助組織麻省理工學院輻射實驗室。
1943年，康登加入了曼哈頓計劃。在六個星期內，他辭去了有關萊斯利河格羅夫斯的安全結果衝突的軍事領導人，當康登優越於奧本海默時有人提出了反對而在芝加哥大學的冶金實驗室與項目負責人舉行了討論。在他的辭職信，他解釋說：“我覺得最擾亂我的東西是安全政策的非凡……當我不知道敵軍的間諜程度及破壞活動，我不覺得我有資格去質疑這個的智慧。我只是想說，在我的情況下，我發現極端病態關心安全是令人沮喪的─特別是討論關於審查郵件和電話。”